# Teresa Michalska
Teresa Michalska (ur. 28 lipca 1947 w Strzyżewie) – polska rolniczka i polityk, posłanka na Sejm PRL VIII kadencji.

## Życiorys
Uzyskała wykształcenie średnie, w 1967 ukończyła Technikum Rolnicze w Marszewie. Zasiadała w radzie Wojewódzkiego Związku Kółek Rolniczych w Kaliszu, w Wojewódzkiej Radzie Narodowej oraz w Naczelnym Komitecie Zjednoczonego Stronnictwa Ludowego. W latach 1980–1985 pełniła mandat posłanki na Sejm PRL VIII kadencji w okręgu kaliskim. Zasiadała w Komisji Handlu Zagranicznego, Komisji Nauki i Postępu Technicznego, Komisji Oświaty, Wychowania, Nauki i Postępu Technicznego oraz w Komisji Współpracy Gospodarczej z Zagranicą i Gospodarki Morskiej.